# Pablo Martín Alonso
Pablo Martín Alonso (Ferrol, 10 de junio de 1896-Madrid, 11 de febrero de 1964) fue un militar español que ocupó importantes cargos en el régimen del general Franco. Fungió como ministro del Ejército entre 1962 y 1964.

## Biografía

### Carrera militar
Fue ayudante del general Sanjurjo en la guerra de Marruecos y también ayudante de campo del rey Alfonso XIII y gentilhombre de cámara.
Tras la proclamación de la Segunda República en 1931, el 10 de agosto de 1932 se sumó a la sublevación del general Sanjurjo en Sevilla, la llamada "Sanjurjada", pero tras el fracaso de ésta fue detenido y confinado en Villa Cisneros, de donde consiguió huir en Nochevieja de 1932. En febrero de 1936 siendo ministro de la guerra el general Molero, fue amnistiado. Siendo coronel se le dio el mando del Regimiento de Infantería de Zamora n.º 8, de guarnición en La Coruña, en donde el 20 de julio logró sublevarse.

### Guerra civil española
El 19 de julio de 1936 la situación en la División era ya imposible ya que el vacilante general Salcedo, encargado por Mola de declarar el estado de guerra en su jurisdicción, se había dejado convencer por el resuelto general Caridad Pita que había propuesto la detención del coronel Martín Alonso, considerado como persona de máxima confianza por los conspiradores de entre los jefes de Brigada o de Regimiento:

«.... A tal fin, en la mañana del 20 Caridad Pita se dirigirá al Regimiento “Zamora”, a fin de arrestar y detener personalmente a su jefe, mientras Salcedo reunía a su Estado Mayor a fin de destituir al teniente coronel Tovar. Mas la oficialidad comprometida se imponía al propio jefe de la División, que quedaría allí mismo depuesto, en tanto que en el cuartel de Infantería sería detenido el mando de la XV Brigada por toda la oficialidad...»

Como coronel, dirigió la rebelión en la Coruña y organizó las columnas que acudieron en socorro de Oviedo, participando en el frente de Asturias, en Teruel y en el de Levante, donde mandó la 83.ª División, del Cuerpo de Ejército de Galicia Durante la campaña de Teruel participa en la ofensiva de Alfambra amenazando a toda la retaguardia enemiga  El 13 de junio de 1938 entra en Castellón de la Plana como general al mando de la División 83,
del  Cuerpo de Ejército de Galicia.

### Pacificación
A finales de 1939 la guerra seguía en algunas zonas de Asturias, tan solo en dos semanas que van del 28 de septiembre al 15 de octubre se cometieron 52 acciones bélicas:

«....Pablo Martín Alonso asumió el mando sobre la zona guerrillera con objeto de proceder a su pacificación: dividió la provincia en cuadrículas para rastrillarlos uno por uno y aplicó una política doble: máxima benevolencia para los que entregasen las armas y castigo máximo, normalmente juicio sumarísimo, para los capturados con lucha. ..»

De este modo logró que en breves días se rindiesen a los rebeldes más de 200 soldados mientras capturaba 55 y daba muerte a otros 12. Las pérdidas experimentadas por la Guardia Civil y la policía sublevada fueron también considerables

### Franquismo
Fue jefe de la Casa Militar del Jefe del Estado, director general de la Guardia Civil alcanzado el grado de teniente general fue nombrado capitán general de Cataluña (1957-62). El  10 de julio de 1962 y formando parte del IX Gobierno nacional de España (1962-1965) durante la dictadura franquista, gabinete cuyo vicepresidente fue Agustín Muñoz Grandes fue nombrado ministro del Ejército. Su nombramiento puede explicarse por su lealtad a Franco mientras que los otros cinco nuevos ministros procedían del catolicismo militante.
Falleció el 11 de febrero de 1964 siendo ministro y gracias a sus reformas el Ejército español se componía de 12 divisiones capaces de operar al lado de otras unidades europeas semejantes

### Fallecimiento
A primeros de febrero de 1964, nada más regresar de una breve visita a Cataluña, adonde había acudido en numerosas ocasiones durante su etapa ministerial, fue internado en la clínica madrileña de Nuestra Señora de Loreto para extirparle un tumor papilar en la vesícula. En la mañana del día 11, aparentemente recuperado de la operación, sufrió una embolia pulmonar y falleció de forma repentina.

## Vida privada
Contrajo matrimonio con Livia Falcó y Álvarez de Toledo, Marquesa de Villatorcas. Tuvieron dos hijos: Silvia y Pablo.

## Condecoraciones
- Gran Cruz de la Orden Imperial del Yugo y las Flechas (1961)[10]
- Gran Cruz de la Orden del Mérito Aeronáutico, con distintivo blanco (1962)[11]

- Al cumplirse el XX aniversario del comienzo de la Guerra civil, le fue otograda la gran cruz de la Orden de Cisneros, al mérito político.[12]